# Marc Reason
Marc Reason (* 14. Juli 1975 in Hannover, bürgerlich Torsten Urbanski), auch bekannt als Flotador und Harddriver Project, ist ein deutscher Musikproduzent und DJ. 2018 ist er als Co-Produzent für das Erzgebirger DJ-Duo Stereoact tätig gewesen.
Einige Remixe gingen durch seine Hand (Wolfgang Petry, Markus, Casandra Steen, Heino und andere).

## Karriere
Marc Reason, der in Garbsen bei Hannover lebt, begann nach eigenen Angaben im Jahr 1993 seine Karriere. Er war zuerst als DJ T. Urban im Hardstyle-Genre aktiv. Er ist auch Teil des Harddriver Project. Seit dem Jahr 2009 veröffentlicht er seine Titel nur als Marc Reason. Dabei sind die meisten seiner Veröffentlichungen unter diesem Namen Coverversionen. Er war mit den Miami Rockers Teil des Musikprojekts Dreiundzwanzig, wo er als Produzent und DJ unterwegs war. Außerdem arbeitete er mit Tom Belmond und Linda Stark als Beasts ’n’ Stars und in weiteren Projekten, unter anderem unter dem Namen „Flotador“. 2018 ist er als Coproduzent für das Erzgebirger DJ-Duo Stereoact tätig gewesen. Mit folgenden Werken wurde er beauftragt: Stereoact feat. Vincent Gross – Nicht allein sein (Stereoact Club Mix), Seiler und Speer – Ala bin (Stereoact Remix), Noname – 1000 Lügen (Stereoact Remix), Heino – Bilder im Kopf (Angie) (Stereoact Remix) (Stereoact Remix), Markus – Kleine Taschenlampe brenn' 2019 (Stereoact Remix), Meilenstein – Na Na (Verlorene Liebe) (Stereoact Remix). Parallel ft. Cassandra Steen – Eine Sprache (Stereoact Remix), Wolfgang Petry – Wo sind denn all die Helden (Stereoact Remix).
Auch in der Schlagerbranche ist er als Coproduzent tätig, unter anderem für Mark Ves. Seine Produktionen sind in den iTunes Dance Charts und in weiteren DJ-Charts vertreten.
Marc Reason war auch DJ bei RauteMusik, wo er eine wöchentliche Radioshow hatte.
Releases hat er auf folgenden Labels verzeichnet: Mental Madness, Tokabeatz, Sounds United Records, Future Soundz, Groove Gold Recordings sowie ZYX Music.

## Diskografie (Auszug)

### Alben
als Hannover House Mafia
- 2013: One Shot!

als Marc Reason
- 2015: Marc Reason In The Mix (CD Album)
- 2016: Beat for Me (CD Album)
- 2020: Dance Now! (CD Album)

### Singles
als DJ T. Urban
- 2000: Feel the Generation
- 2003: I Have a Dream
- 2003: Spell My Name
- 2007: Affection for love
- 2011: Club Walker

als Hannover House Mafia
- 2012: Blow Your Mind
- 2012: O Sarracino
- 2013: Kick the Beat (David's Song)

als Flotador
- 2017: Para Me
- 2018: Arriba

## Belege
1. ↑  Fakten über mich (Memento vom 27. Juli 2001 im Internet Archive)
2. ↑  Biographie (Memento vom 16. Oktober 2002 im Internet Archive)
3. ↑  Meine Historie (Memento vom 27. Juli 2001 im Internet Archive)
4. ↑  DJ T.urban privat history site (Memento vom 24. November 2003 im Internet Archive)
5. ↑  Dreiundzwanzig feat. Mauro Picotto – IGUANA 2014 (Memento vom 3. September 2017 im Internet Archive)
6. ↑  Chartquellen: PL

| Personendaten    | Personendaten                        |
| ---------------- | ------------------------------------ |
| NAME             | Reason, Marc                         |
| ALTERNATIVNAMEN  | Urbanski, Torsten (wirklicher Name)  |
| KURZBESCHREIBUNG | deutscher DJ und Musikproduzent      |
| GEBURTSDATUM     | 14. Juli 1975                        |
| GEBURTSORT       | Hannover, Niedersachsen, Deutschland |